# 甘幼玶
甘幼玶（1939年7月—2015年9月1日），男，壮族，广西宁明人，中华人民共和国政治人物，曾任广西壮族自治区人大常委会副主任，第七、八届全国政协委员，第十届全国人大代表。